# پادشاه وقت
پادشاه وقت (به هندی: Waqt Ka Badshah) فیلمی محصول سال ۱۹۹۲ و به کارگردانی سروش چادواری است. در این فیلم بازیگرانی همچون درمندرا، وینود کانا، راج بابار، مون مون سان، ناوین نیشول، امجد خان، گاگا کاپور ایفای نقش کرده‌اند.